# Doto formosa
Doto formosa är en snäckart som beskrevs av Addison Emery Verrill 1875. Doto formosa ingår i släktet Doto och familjen Dotoidae. Inga underarter finns listade i Catalogue of Life.